# Judy Geeson
Judith „Judy“ Amanda Geeson (* 10. September 1948 in Arundel, England) ist eine britische Schauspielerin, die in den späten 1960er Jahren „durch Rollen kesser, freizügiger Teenager“ populär wurde.

## Leben und Wirken
Die aus dem äußersten Süden Englands stammende Judith „Judy“ Geeson stand bereits mit neun Jahren auf der Bühne und drei Jahre darauf, 1960, erstmals vor einer Fernsehkamera. Zwei Jahre später gab sie ihr Kinofilmdebüt in dem 55 Minuten kurzen Kinderkrimi Wings of Mystery, in dem sie die Hauptrolle spielte. Anschließend nahm sie Schauspielunterricht an der Corona Stage School.
Im Alter von 18 Jahren begann Geeson regelmäßig zu filmen. In Junge Dornen verkörperte sie an der Seite von Sidney Poitier die Londoner East-End-Schülerin Pamela Dare, wenige Monate später in dem Horrorfilm Zirkus des Todes die mordlustige Tochter einer Zirkusdirektorin. Schlagartig bekannt machte sie die Rolle der Mary Gloucester in der freizügigen Teenager-Liebeskomödie … unterm Holderbusch. Ihr Nacktauftritt dort war für das Jahr 1967 eine regelrechte Sensation.
Seit Beginn der 1970er Jahre sah man Judy Geeson bevorzugt in Grusel- und Mystery-Krimis. 1974 gab sie eine Performance „als Londoner Polizistin Sgt. Jennifer Thatcher, die in Brannigan – Ein Mann aus Stahl einem bärbeißigen, hartgesottenen und schlagfreudigen Chicagoer Cop (John Wayne) als ‚Begleitung‘ während dessen Aufenthalts in der britischen Kapitale zur Seite gestellt wird.“ Ihre späteren Kinoauftritte waren weniger spektakulär; in den 80er Jahren musste sie sich, seit 1984 in Los Angeles ansässig, mit Gastrollen in US-Fernsehserien begnügen.
Judy Geeson spielte auch Theater; so war sie beispielsweise in Aufführungen von Titus Andronicus, Ein idealer Gatte und Othello zu sehen. Im ausgehenden 20. Jahrhundert, als Rollen in Film und Fernsehen rar wurden, schuf sie sich in Beverly Hills ein zweites berufliches Standbein und führte bis zum Jahresende 2009 ein Antiquitätengeschäft.

## Privates
Judy Geeson hat mit Sally Geeson (* 1950) eine gleichfalls schauspielernde Schwester. In der zweiten Hälfte der 80er Jahre war Judy mit dem US-amerikanischen Berufskollegen Kristoffer Tabori (* 1952) verheiratet.

## Filmografie (Auswahl)
- 1962: Emergency-Ward 10 (Fernsehserie)
- 1963: Werkspionage (Wings of Mystery)
- 1964: Malatesta (Fernsehfilm)
- 1965: The Newcomers (Fernsehfilm)
- 1965: Geheimauftrag für John Drake (Danger Man, Fernsehserie, 1 Folge)
- 1966: Junge Dornen (To Sir With Love)
- 1967: Zirkus des Todes (Berserk)
- 1967: … unterm Holderbusch (Here We Go Round the Mulberry Bush)
- 1967: Der Mann mit dem Koffer (Man in a Suitcase, Fernsehserie, 1 Folge)
- 1968: Die Pille war an allem schuld (Prudence and the Pill)
- 1968: Hammerhead
- 1968: Two Gentlemen Sharing
- 1969: 2 durch 3 geht nicht (Three Into Two Won’t Go)
- 1970: Der Vollstrecker (The Executioner)
- 1970: Goodbye Gemini
- 1970: John Christie, der Frauenwürger von London (10 Rillington Place)
- 1972: Doomwatch – Insel des Schreckens (Doomwatch)
- 1972: The Fear – Angst in der Nacht (Fear in the Night)
- 1972: Gene Bradley in geheimer Mission (The Adventurer, Fernsehserie, 1 Folge)
- 1973: Die Saat der Angst (Una vela para el diablo)
- 1974: Percy – der Potenzprotz (Percy’s Progress)
- 1974: Der See der verstümmelten Leichen (Diagnosis: Murder)
- 1975: Brannigan – Ein Mann aus Stahl (Brannigan)
- 1975: Die unglaublichen Abenteuer eines Taxifahrers (Adventures of a Taxi Driver)
- 1975: Mondbasis Alpha 1 (Space: 1999, Fernsehserie, 1 Folge)
- 1975–1977: Poldark (Fernsehserie, 19 Folgen)
- 1976: Retter der Nation (Carry On England)
- 1976: Der Adler ist gelandet (The Eagle Has Landed)
- 1976: Die Mädchen aus dem Weltraum (Star Maidens, Fernsehserie, 8 Folgen)
- 1978: Schatten um Dominique (Dominique)
- 1979: Danger UXB (Fernsehserie)
- 1980: Auf eigene Faust – Eine Familienangelegenheit (Breakaway, Fernsehserie, 6 Folgen)
- 1980: Samen des Bösen (Inseminoid)
- 1981: Towards the Morning (Kurzfilm)
- 1985–1986: Mord ist ihr Hobby (Murder, She Wrote, Fernsehserie, 2 Folgen)
- 1986: Das A-Team (eine Folge)
- 1987: The Price of Life
- 1988–1989: MacGyver (Fernsehserie, 2 Folgen)
- 1992: Young Goodman Brown
- 1992–1999: Verrückt nach dir (Mad about you, Fernsehserie, 33 Folgen)
- 1995: Star Trek: Raumschiff Voyager (Star Trek: Voyager, Fernsehserie, 2 Folgen)
- 1996: Baywatch Nights (Fernsehserie, 1 Folge)
- 1996: To Sir, With Love II (Fernsehfilm)
- 1998: Herzog Hubert – Hundeadel verpflichtet (The Duke)
- 1999: Everything Put Together
- 2000: Charmed – Zauberhafte Hexen (Charmed, Fernsehserie, 1 Folge)
- 2000: Ein Hauch von Himmel (Touched By An Angel, Fernsehserie, 1 Folge)
- 2001: Gilmore Girls (3 Folgen)
- 2002: Spanish Fly
- 2012: The Lords of Salem
- 2015: Grandma
- 2016: 31
- 2019: The Wrong Husband
- 2021: Let Us In
- 2022: Finding Hannah